# 森本ゆうこ
森本 ゆうこ（1986年7月15日 - ）は、日本の女優。所属事務所はフェニックス株式会社。山梨県出身。身長158cm。血液型はB型。『第2回クレアラシル・ビューティー
・フェスタ』グランプリ受賞。

## 主な出演作品

### テレビドラマ
- 「池袋ウエストゲートパーク 〜スープの回〜」（2003年3月28日、TBS） - 工藤雫 役
- 「ほんとにあった怖い話 春の恐怖ミステリー 〜オープニング〜婆、去れ」（2003年4月8日、フジテレビ） - 金山香織 役
- 「マンハッタンラブストーリー」（2003年10月9日 ~ 12月18日、木曜日22:00 - 22:54枠、TBS） - 土井垣あやめ 役
- 「ほんとにあった怖い話 〜踏切の怪〜」（2004年1月24日、フジテレビ） - 田村綾乃 役
- 「セーラー服と機関銃」（2006年、TBS） - 金田麗華 役

### 映画
- 「バトル・ロワイアルII 鎮魂歌」（2003年） - 夕城香菜 役
- 「デビルマン」（2004年） - 美穂 役
- 「少年メリケンサック」（2008年） - コンビニ店員 役